# عوساء منسونية الشكل
العوساء منسونية الشكل (باللاتينية: Diphyllobothrium mansonoides)، أو لولبية الرحم منسونية الشكل (باللاتينية: Spirometra mansonoides) نوع من الديدان المسطحة المتوطنة في أمريكا الشمالية، وصفها جستس مولر في 1935. تسبب العدوى بالعوساء منسونية الشكل داء المكنفات. العوساء منسونية الشكل شبيهة بالعوساء العريضة ولولبية الرحم الإيرلندية، ولم يتبين أن هذه الأخيرة تشكل نوعاً مستقلاً عن العوساء منسونية الشكل إلا بتحليل تفاعل البوليميراز المتسلسل، وحالياً يعتبران نوعين متباينين، ولو أنهما قريبان.